# Oblast Stara Sagora
| Basisdaten          | Basisdaten                  |
| ------------------- | --------------------------- |
| Region:             | Zentralbulgarien            |
| Verwaltungssitz:    | Stara Sagora                |
| Fläche:             | 5.151 km²                   |
| Einwohner:          | 291.852 (31. Dezember 2022) |
| Bevölkerungsdichte: | 56,7 Einwohner je km²       |
| NUTS:BG-Code:       | BG344                       |
| Karte               |                             |
| Karte               |                             |

Die Oblast Stara Sagora (bulgarisch Област Стара Загора) ist eine Verwaltungseinheit im Zentrum Bulgariens. Die größte Stadt der Region ist das gleichnamige Stara Sagora.

## Bevölkerung
In der Oblast (Bezirk) Stara Sagora leben 291.852 Einwohner auf einer Fläche von 5151 km².

## Städte
| Stadt        | Bulgarischer Name | Einwohner (31. Dezember 2022) |
| ------------ | ----------------- | ----------------------------- |
| Stara Sagora | Стара Загора      | 121.582                       |
| Kasanlak     | Казанлък          | 41.768                        |
| Tschirpan    | Чирпан            | 12.830                        |
| Radnewo      | Раднево           | 10.373                        |
| Galabowo     | Гълъбово          | 6.845                         |
| Maglisch     | Мъглиж            | 2.990                         |
| Kran         | Крън              | 2.907                         |
| Nikolaewo    | Николаево         | 2.582                         |
| Gurkowo      | Гурково           | 2.452                         |
| Pawel Banja  | Павел баня        | 2.431                         |
| Schipka      | Шипка             | 1.194                         |